# マツマエハヤザキ
マツマエハヤザキ（松前早咲、学名：Cerasus Sato-zakura Group ‘Matsumae-hayazaki’）はバラ科サクラ属のサクラ。オオシマザクラ系の栽培品種のサトザクラ群のサクラで、日本の北海道松前町原産のヤエザクラ。松前町ではナデン（南殿）の別名で呼ばれることもあるが、マツマエハヤザキの近縁か片親の栽培品種のタカサゴ（高砂）の別名もナデン（南殿）であり、ヤマザクラである京都御所の左近桜が「南殿の桜」と呼ばれることもあるため混同に注意する必要がある。

## 特徴と由来

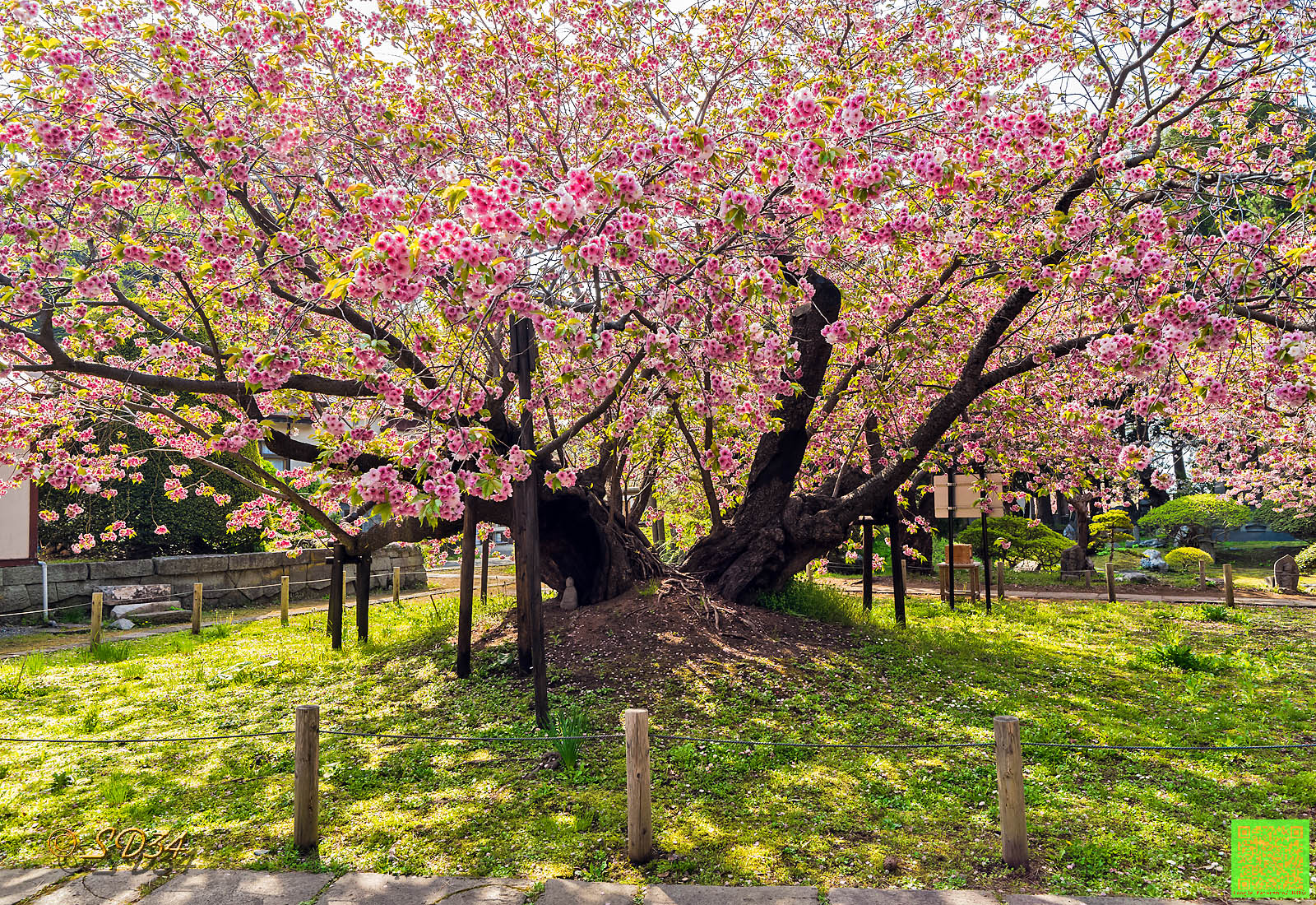
原木の血脈桜。写真は花期後期で紅色色素のアントシアニンが花の基部に凝集しており、血脈桜ではこれを「移り紅」（うつりべに）と呼んでいる。

樹高は亜高木で樹形は広卵状。八重咲きで大輪の花を咲かせ、花弁の色は紅色。東京の花期は4月中旬。萼筒と葉柄に毛がある。栽培品種のタカサゴ（高砂）の近縁か、タカサゴと他品種との間に生まれた雑種であると考えられており、さらに遡れば遺伝的には野生種のチョウジザクラ、ヤマザクラ、オオシマザクラの雑種ともいえる。
原木の血脈桜（けちみゃくざくら）は北海道松前町の光善寺にあり、江戸時代の1818年（文政元年）にその記録がある。江戸時代には松前藩は本州との間で交易が盛んであり、この時期にマツマエハヤザキが松前に持ち込まれたか、松前に持ち込まれた母樹から新たに誕生したと考えられている。

## マツマエハヤザキと松前系のサクラ

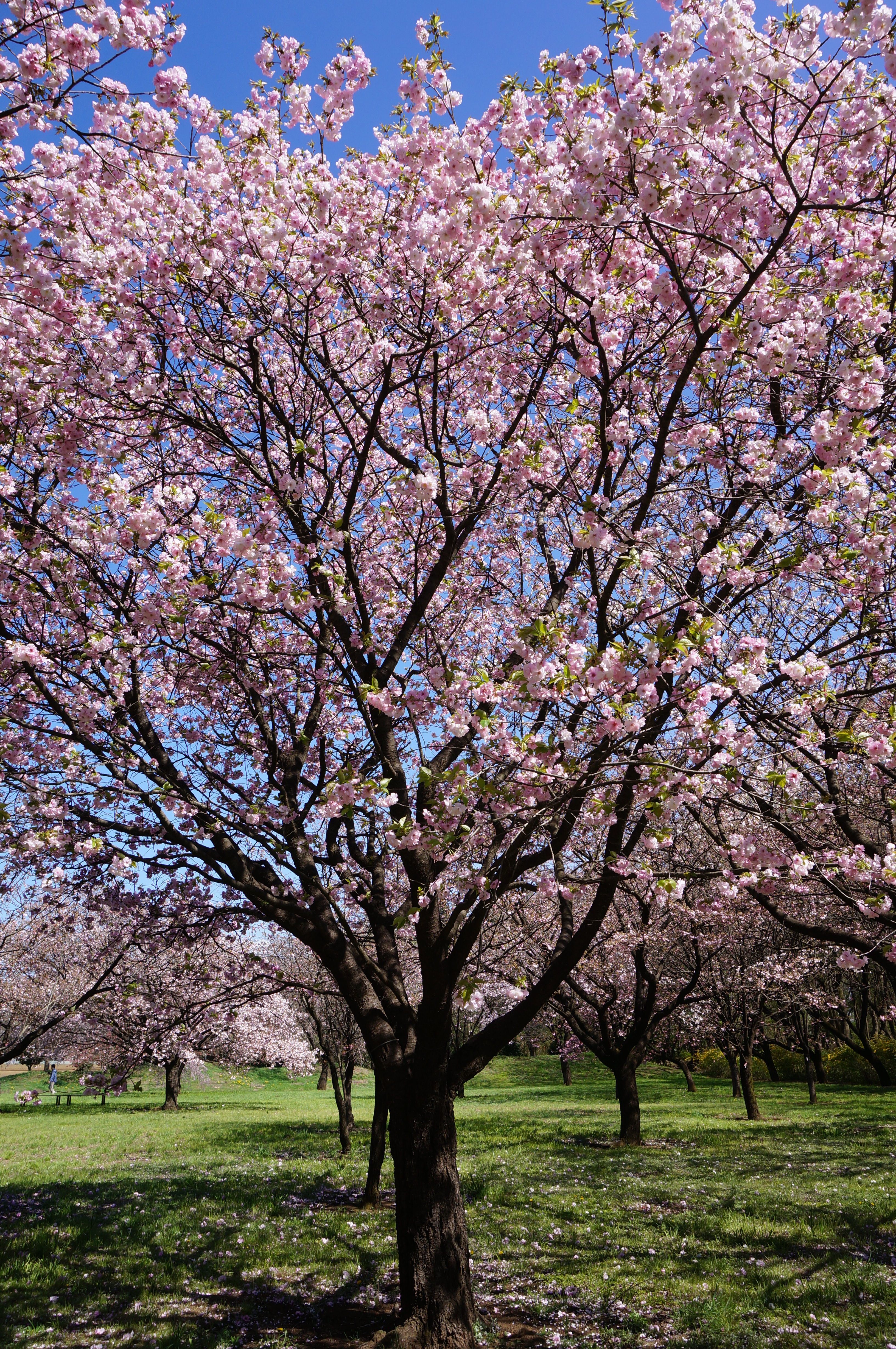
日本花の会 結城農場にて

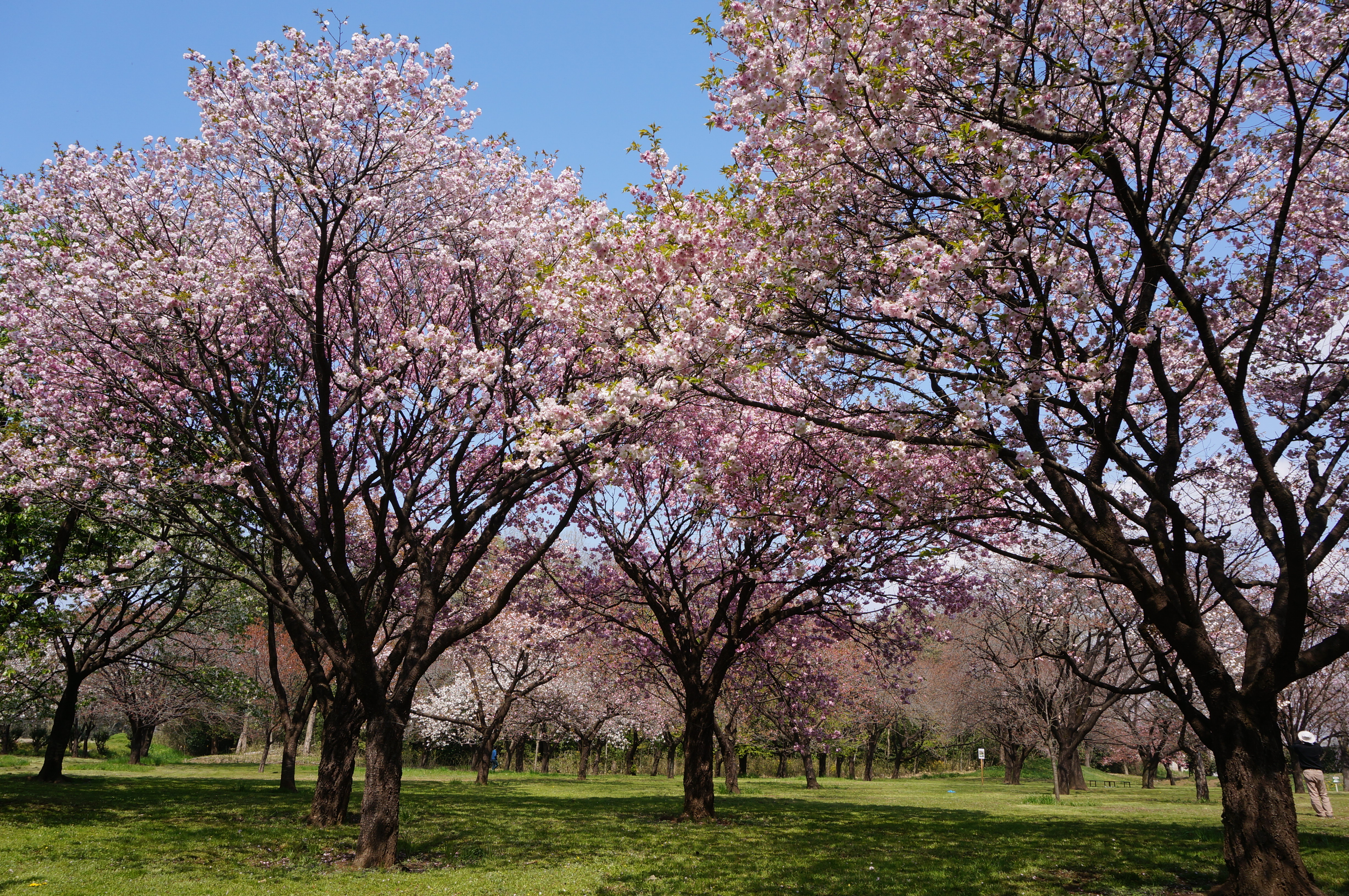
マツマエハヤザキ（右手前）と浅利政俊が作出したアカツキナデン（左手前）とベニユタカ（中奥）。日本花の会 結城農場にて。

昭和20年代に松前町に教員として赴任してきた浅利政俊はサクラの研究を開始し、マツマエハヤザキを交配するなどして、現在までにベニユタカなど100以上の栽培品種を作出してきた。松前公園は日本さくら名所100選のひとつであり、松前の代表的な品種のマツマエハヤザキを含めて250種1万本のサクラが植栽されており、このうち半分近くの品種を浅利が作出してきたことになる。浅利が作出した松前系のサクラ53本は、1980年に日本花の会によりイギリスの王立植物園のキューガーデンに植栽された他、王立ウィンザー大公園にも植栽され56品種の松前系のサクラが活着している。このうちベニユタカとウンリュウインベニヤエなど19品種がガーデン・メリット賞に選出されている。